# سعيد ماكاسي
سعيد عبيد ماكاسي (بالإنجليزية: Saïdi Abedi Makasi)‏ (مواليد 20 أغسطس 1982 في بوكافو) لاعب كرة قدم رواندي دولي يجيد اللعب في خط الهجوم . يلعب لصالح نادي الدفاع الجديدي المغربي منذ 2008 .

## روابط خارجية
- سعيد ماكاسي على موقع قاعدة بيانات كرة القدم.إي يو (الإنجليزية)
- سعيد ماكاسي على موقع ناشيونال فوتبول تيمز (الإنجليزية)